# 2112 Ulyanov
2112 Ulyanov је астероид главног астероидног појаса чија средња удаљеност од Сунца износи 2,254 астрономских јединица (АЈ).
Апсолутна магнитуда астероида је 12,8.